# Josh Groban (album)
Josh Groban – debiutancki album 20-letniego wówczas amerykańskiego piosenkarza i pisarza piosenek Josha Grobana, wydany 20 listopada 2001.
Producentem albumu był David Foster. Utwór "You're Still You" osiągnął miejsce 10 na liście Adult Contemporary, zaś "To Where You Are" nawet miejsce 1, w tej samej klasyfikacji w sierpniu 2002 roku. Płyta osiągnęła miano 5-krotnej platyny.

## Lista utworów
| Nr  | Tytuł utworu                                     | muzyka i tekst                                     | informacje       | Długość |
| --- | ------------------------------------------------ | -------------------------------------------------- | ---------------- | ------- |
| 1.  | „Alla Luce del Sole”                             | Maurizio Fabrizio, Guido Morra                     |                  | 4:20    |
| 2.  | „Gira con Me”                                    | Lucio Quarantotto, David Foster, Walter Afanasieff |                  | 4:42    |
| 3.  | „You're Still You”                               | Linda Thompson, Ennio Morricone                    |                  | 3:40    |
| 4.  | „Cinema Paradiso (Se)”                           | Andrea Morricone, Alessio de Sensi                 |                  | 3:25    |
| 5.  | „To Where You Are”                               | Richard Marx, Thompson                             |                  | 3:53    |
| 6.  | „Aléjate”                                        | Albert Hammond, Marti Sharron, Claudia Brant       |                  | 4:50    |
| 7.  | „Canto Alla Vita (feat. The Corrs)”              | Cheope, Antonio Galbiati, Giuseppe Dettori         |                  | 4:16    |
| 8.  | „Let Me Fall”                                    | James Corcoran, Benoît Jutras                      |                  | 4:12    |
| 9.  | „Vincent (Starry, Starry Night)”                 | Don McLean                                         |                  | 4:39    |
| 10. | „Un Amore per Sempre”                            | Afanasieff, Marco Marinangeli                      |                  | 4:26    |
| 11. | „Home to Stay”                                   | Amy Foster-Skylark, Jeremy Lubbock                 |                  | 4:33    |
| 12. | „Jesu, Joy of Man’s Desiring (feat. Lili Haydn)” | J.S. Bach                                          |                  | 5:01    |
| 13. | „The Prayer (feat. Charlotte Church)”            | Carole Bayer Sager, Foster                         |                  | 4:25    |
| 14. | „Mia per Sempre”                                 | Guido de Angelis, Maurizio de Angelis              | Japanese Edition | 5:12    |
|     |                                                  |                                                    |                  | 1:01:34 |

## Notowania
| Notowania         | Pozycja |
| ----------------- | ------- |
| Stany Zjednoczone | 8       |
| Wielka Brytania   | 28      |
| Australia         | 28      |
| Finlandia         | 6       |
| Kanada            | 6       |
| Holandia          | 8       |
| Nowa Zelandia     | 4       |
| Norwegia          | 6       |
| Szwecja           | 7       |
| Francja           | 50      |
| Dania             | 29      |

| Kraj            | Przyznający  | Certyfikat | Sprzedaż   |
| --------------- | ------------ | ---------- | ---------- |
| USA             | RIAA         | 5xPlatyna  | 5 000 000+ |
| Kanada          | Music Canada | 4xPlatyna  | 400 000+   |
| Wielka Brytania | BPI          | Złoto      | 100 000+   |
| Nowa Zelandia   | RIANZ        | Złoto      | 7 500+     |
| Australia       | ARIA         | Platyna    | 70 000+    |